# Marc Gagnon
Marc Gagnon, född den 24 maj, 1975 i Chicoutimi, Québec, är en fransk-kanadensisk short track-åkare. Han är fyrfaldig individuell världsmästare och vinnare av tre olympiska guldmedaljer.
Gagnon startade sin olympiska karriär 1994, då han redan hade vunnit VM 1993. Han vann en bronsmedalj i 1000m. Fyra år senare i Nagano, Japan, vann Gagnon en guldmedalj tillsammans med det kanadensiska stafettlaget. OS 2002, i Salt Lake City, blev Gagnons bästa spel, med totalt tre medaljer; ett brons i 1500m, ett guld i 500m och ännu ett guld i stafetten.